# Gelis striativentris
Gelis striativentris là một loài tò vò trong họ Ichneumonidae.